# Профеминизм
Профемини́зм — это название движения за поддержку постулатов феминизма, не подразумевающее, что его участник (профеминист) является членом феминистского движения. Этот термин чаще всего используется в отношении мужчин, которые активно поддерживают феминизм и его усилия по обеспечению политического, экономического, культурного, личного и социального равенства между мужчинами и женщинами, но считают, что мужчины не могут быть членами феминистского движения. Многие профеминисты вовлечены в политическую активность, чаще всего в области гендерного равенства, прав женщин и прекращения насилия над женщинами.
Поскольку теоретические положения феминизма нашли поддержку среди ряда мужчин, которые сформировали группы по повышению уровня сознательности в 1960-х годах, эти группы были разделены по предпочтениям для конкретных разновидностей феминизма и политических подходов к нему. Тем не менее, включение мужских голосов в число феминистских стало проблемой для некоторых. В представлении многих людей слово «феминизм» было зарезервировано для женщин, которых они рассматривали как субъектов, которые претерпели неравенство и угнетение, которые феминизм стремился устранить. Взамен были изобретены другие термины, такие как антисексизм и профеминизм.
Во многих районах западного мира существуют профеминистские мужские группы. Деятельность этих групп включает в себя проведение профилактической работы по борьбе с насилием с мальчиками и юношами в школах, семинары по вопросам сексуального домогательства на рабочем месте, проведение кампаний просвещения гражданского общества и консультации психолога для мужчин, виновных в совершении насилия.
Профеминисты также участвуют в охране здоровья мужчин, обучении мужчин, разработке учебных программ по вопросам гендерного равенства в школах и во многих других областях. Профеминисты, которые поддерживают антипорнографическое движение феминисток участвуют в выступлениях против порнографии, включая движение за введение Закона против порнографии. Они иногда сотрудничают с феминистками и женскими службами, такими как центры по борьбе с насилием в семье и изнасилованиями.
Термин «профеминист» также иногда используется людьми, которые придерживаются феминистских убеждений или отстаивают интересы феминисток, но не считают себя феминистами как таковыми. Он также используется теми, кто не идентифицирует себя, или не желает, чтобы другие идентифицировали их с феминистским движением. Некоторые из них вообще не называют мужчин феминистами, другие критикуют «профеминистских» мужчин, которые отказываются признавать себя феминистами. Большинство основных феминистских групп, особенно Национальная организация женщин и Фонд феминистского большинства, называют активистов-мужчин «феминистами», а не «профеминистами».

## Мужчины-профеминисты
Мужчины по-разному реагировали на феминизм первой волны и на изменения в обществе в США в конце XIX и начале XX века. Профеминисты приняли феминистские идеи и активно выступали за равенство женщин. В то время когда антифеминисты «выражали ностальгическую тоску по доурбанистической, доиндустриальной традиционной деревне, позиция профеминиста была сформулирована с верой в освободительный потенциал современности». По сути, благодаря своей вере в науку и прогресс, профеминисты полагали, что «избирательное право было всего лишь публичным выражением феминистского вызова социальному порядку, который связывает как женщин, так и мужчин с репрессивными социальными условиями», и что в конечном итоге это принесёт выгоду американцам обоих полов.
Профеминистские мужчины считаются ответвлением современного мужского движения, симпатизирующего феминизму. Профеминисты стремятся привнести мужской голос в феминизм и защищают изменения позиции женщин, равно как и мужчин в их гендерных отношениях, а также в социальных, политических и институциональных структурах. Некоторые феминистки утверждают, что включение мужчин в феминистское движение необходимо для придания ему универсального характера, и для того, чтобы оно не потеряло своей актуальности в будущем. Со второй половины XX века всё больше профеминистов во всём мире стали участвовать в различных выступлениях, обычно связанных с феминизмом, включая, помимо прочего, борьбу с изнасилованием и насилием, а также борьбу с сексуализацией женщины в СМИ. Многие из этих действий были описаны в различных публикациях и книгах, в том числе, начиная с 1983 года, журнал Voice Male, отредактированный Робом Окуном, который долгое время был профеминистом.
Мардж Пирси (1969) утверждала, что либеральные политики мужского пола иногда поддерживают феминистские требования ради получения голосов, несмотря на сомнительные основания и действия.
Профеминисты часто являются социальными активистами, такими как Август Бебель.

### Противодействие насилию над женщинами
Сфера феминистской социальной работы, в которой участвовали некоторые профеминистские мужчины, — это предотвращение насилия в отношении женщин и поддержка пострадавших от него. Активисты борьбы с насилием работают в приютах для женщин, подвергшихся избиению, консультируют тех, кто это пережил, проводят процесс реабилитации преступников и распространяют информацию о проблеме. Многие мужчины-активисты поддерживают эти кампании против насилия с двух позиций: во-первых, насилие над женщинами касается всех людей, независимо от пола; и во-вторых, больше внимания следует уделять социальной среде, которая производит преступников. Активисты также проанализировали культурные факторы, способствующие появлению насилия в отношении женщин.
Кампания белой ленточки была основана как ответ на массовое убийство в Политехническом университете Монреаля, Канада. Движение стремится распространять информацию о проблеме насилия в отношении женщин, обучая мужчин этой проблеме.

### Борьба с изнасилованием
Хотя участие мужчин в деятельности по борьбе с изнасилованием в американских общественных кампаниях всё ещё встречается редко, некоторые мужчины оказались ценными союзниками «на местах»: в приютах, группах поддержки и группах реагирования на изнасилования. Некоторые мужчины-активисты утверждают, что их усилия встречают с гневом и недоверием. В литературе о активистах, борющихся с изнасилованием, упоминаются мужчины, для которых эмоциональное и психологическое воздействие изнасилования на его жертв было открытием. Учёные обычно утверждают, что для того, чтобы положить конец изнасилованию и насилию в отношении женщин, мужчины должны знать об этих проблемах, в противном случае нет надежды на прекращение изнасилования.
В дополнение к сопротивлению, с которым мужчины сталкиваются в рамках своей деятельности, связанной с борьбой с изнасилованием, многие из них сообщают о социальных последствиях, в частности о том, что их считают «не мужественными». Отход мужчин от гегемонной маскулинности, которая в настоящее время характеризуется такими чертами, как жёсткость, доминирование, уверенность в себе, гетеросексуальное поведение, ограничение эмоционального выражения и избегание традиционно женских отношений и поведения в европейских и американских странах, может привести к исключению их из мужского коллектива. Активисты мужского пола утверждают, что, до тех пор, пока мужественность не будет включать в себя заботу о женщинах, равно как и чувствительность к эмоциональным проблемам, таким как изнасилование, мужчины будут по-прежнему избегать принятия мер против изнасилования.

### Выступления против порнографии
Некоторые ученые-профеминисты считают, что изображение сексуальности в порнографии способствовало росту сексуального насилия, женоненавистничества и закреплению неравенства между полами. Они предполагают, что нормализация мужского доминирования, жестоких и унизительных сексуальных актов привела к тому, что зрители перенесли насилие с экрана на собственную жизнь. Профеминисты могут утверждать, что эти тренды в порнографии отражены в увеличении числа актов сексуального насилия; а также способствуют нормализации культуры изнасилования. Как и некоторые ответвления феминизма, профеминисты могут также считают, что порнография сводит значение женщин и девушек до роли сексуального объекта.

## Основные убеждения
Поскольку нет централизованного «движения», мотивация и цели профеминистов различны. Один из профеминистических сайтов утверждает, что среди этих мотивов:
- симпатия к феминизму, вращающаяся вокруг простого признания того, что мужчины и женщины равны, и поэтому к ним следует относиться одинаково, то есть женщины должны иметь доступ к тем же работе и областям общественной жизни, что и мужчины.
- страстная и глубокая приверженность этой идее, которая изменила каждый уголок их жизни.
- «… подвергание сомнению традиционные западные модели мышления и способы, которыми они задают привилегированное положение мужскому способу существования и познания мира»[16].

Проблемы, против которых обычно выступают профеминисты, включают в себя насилие в отношении женщин, сексизм, неравенство в оплате труда и продвижении по службе, торговлю людьми и права женщин на контроль над рождаемостью. Профеминисты, которые поддерживают антипорнографическое фем-движение также выступают против порнографии.
Они обычно считают, что:
- женщины страдают от неравенства и несправедливости в обществе, в то время как мужчины получают различные формы власти и привилегий.
- текущая, доминирующая модель мужественности является угнетающей для женщин и ограничивающей для самих мужчин. Профеминисты полагают, что мужчины должны брать на себя ответственность за свое поведение и отношение к противоположному полу и работать, чтобы изменить поведение мужчин в целом.
- жизненно необходимы как личностные, так и социальные изменения.

Помимо того, что существуют значительная разнородность и разногласия в феминизме, среди профеминистов также наблюдаются прения. Например, степень, в которой мужчины ограничены или ущемлены социальными гендерными отношениями, является областью разногласий. Некоторые подчеркивают привилегированный статус, полученный благодаря тому, что они являются мужчинами в патриархальном обществе или обществе, где доминируют мужчины, в то время как другие обращают внимание на то, каким образом гендерные роли, установленные патриархальным обществом, ограничивают как мужчин, так и женщин.
Некоторые профеминисты утверждают, что те, кто подчёркивает обоюдное «угнетение» полов, на самом деле не являются профеминистами, или не являются ими в достаточной степени. Другие проводят различие между «радикальными профеминистами» и «либеральными профеминистами», и подчеркивают их общие убеждения и сходство.
Профеминисты также обычно признают важность других обстоятельств провоцирующих проблемы, равно как и значение других видов социальных отношений. Профеминисты полагают, что класс, раса, сексуальность, возраст и другие подобные вещи являются важными факторами, влияющими на отношения между мужчинами и женщинами.
Те из профеминистов, кто политически активен, имеют тенденцию концентрироваться на ряде конкретных проблем, таких как мужское насилие.

### Ранние записи и предположения
Среди ранних работ в США, которые движение феминистов считает предтечей своих мыслей, работа A Book of Readings for Men against Sexism Джона Снодграсса, собрание эссе Майкла Киммеля и Майкла Месснера, Men’s Lives и The Myth of Masculinity Джозефа Плека. Три основных допущения этих ранних текстов включали различие между полом и гендерной принадлежностью, трактовку гендера как социального конструкта и мнение, что мужчины страдают от прозападных гендерных ролей. Опираясь на это последнее предположение, ранние профеминистские тексты предполагали, что, если бы мужчины были осведомлены об этом, они отказались бы от своих социальных привилегий.

## В сравнении с феминизмом
Некоторые феминистки и профеминисты считают, что мужчинам не следует называть себя феминистами. Этот аргумент принимает различные формы, включая следующие:
- Феминизм — это движение и совокупность идей, разработанных женщинами, о женщинах и для женщин.
- Мужчины никогда не смогут полностью узнать, каково быть женщиной.
- Называя себя феминистами, мужчины могут предвосхитить развитие и захватить феминистское движение, таким образом подавляя проблемы и голоса женщин[18].

## Критика
Внутри этого «движения» есть также свои разногласия, например, с социалистическими движениями, борьбой с расизмом и так далее. Те, кто утверждает, что термин «феминист» может в равной степени относиться к мужчинам и женщинам, часто указывают на то, что аргументы сторонников термина «профеминист» основаны на понятиях биологического детерминизма и эссенциализма и фактически противоречат феминистским принципам.
Профеминисты утверждают, что они антисексистское и антипатриархальное, но притом не антимужское движение. Некоторые профеминисты считают, что мужчины имеют потенциал творить добрые дела, и считают, что есть потенциал для «обратной реакции» внутри мужского движения, возможность для движения повернуться к защите того, что они (профеминисты) считают мужскими привилегией и долгом, и некоторые говорят, что это уже произошло. В то время как все профеминисты полагают, что мужчины должны действовать, чтобы устранить гендерное неравенство, некоторые утверждают, что мужское движение не является адекватным решением. Вместо этого они выступают за то, чтобы профеминисты создавали альянсы и коалиции с другими прогрессивными группами и движениями (такими как феминизм, ЛГБТ, левые и социалистические движения, борьба с расизмом и т. д.).